# Bindjužnik i Korol'
Bindjužnik i Korol' (Биндюжник и Король) è un film del 1989 diretto da Vladimir Alenikov.

## Trama
Il film è ambientato nella mitica Moldavanka. Il film racconta la storia dell'attraente bandito Benja Krik di nome King, figlio di un legante, che lascia la famiglia per la bellissima Marusja.